# Bruno Paolinelli
Bruno Paolinelli (* 21. Mai 1923 in Rom; † 16. September 1991 in Roquebrune-Cap-Martin, Frankreich) war ein italienischer Filmregisseur und -produzent.

## Leben
Paolinelli begann noch während des Zweiten Weltkrieges 1943 als Kameraassistent bei Sergio Tofano. Dann war er als Kameramann für Dokumentarfilme tätig, bevor er zu Beginn der 1950er Jahre als Regieassistent und Drehbuchautor für fünf Filme, darunter je zwei von G. W. Pabst und Aldo Fabrizi, arbeitete und anschließend als Produzent und Herstellungsleiter für drei Melodramen in Erscheinung trat. 1955 folgte dann sein Regiedebüt, die positiv aufgenommene Komödie I pappagalli nach eigenem Drehbuch. Seine sechs weiteren, bis 1976 in teils jahrelangen Abständen und unter dem Pseudonym John Huxley, vorgelegten Arbeiten folgten den Gesetzen des Genrefilmes, waren aber nicht uninteressant; so der düstere Legge di guerra und die Verfilmung eines Romanes von Giovanni Aprino, La suora giovane, die einige Preise erhielt.
Als Filmproduzent finanzierte Paolinelli 1968 und 1974 zwei Animationsfilme sowie einige Spielfilme.

## Filmografie (Auswahl)
Regie
- 1955: I pappagalli
- 1959: Akte Sahara – streng vertraulich (Tunisi top secret)
- 1961: Liebe, Freiheit und Verrat (Legge di guerra)
- 1976: Il colpaccio

Drehbuch, Produktion
- 1952: Männer ohne Tränen (La voce del silenzio) (Drehbuch)
- 1954: Cose da pazzi (nur Co-Drehbuch)
- 1954: Die Verrufenen (Donne proibite) (nur Drehbuch)
- 1968: Der kleinste Krieg der Welt (Putiferio va alla guerra)
- 1974: Die Weltreise der Verliebten (Il giro del mondo degli innamorati di Peynet) (auch Schnitt und Kamera)
- 1978: Die Schweizer Affäre (L'Affaire Suisse)